# De schaamte voorbij
De schaamte voorbij: een persoonlijke geschiedenis is een autobiografische roman van de Nederlandse schrijfster Anja Meulenbelt, uitgegeven bij Van Gennep in 1976. In het boek beschrijft Meulenbelt haar liefdesleven en de politieke bewustwording die haar tot het feminisme bracht.
Meulenbelts verslag van haar liefdesleven begint met haar eerste huwelijk, aangegaan op jonge leeftijd wegens (tiener)zwangerschap. Na een scheiding om aan het geweld van haar echtgenoot te ontkomen voedt Meulenbelt haar zoontje verder alleen op; ze begint aan een studie (sociale academie), beschrijft een reeks liefdesverhoudingen met mannen en vrouwen, en raakt betrokken bij de vrouwenbeweging.
De schaamte voorbij lokte hevige reacties uit wegens het aanroeren van thema's die in het Nederland van 1976 niet of nauwelijks (publiek) bespreekbaar waren: ongeluk in het huwelijk, alleenstaand moederschap en vrouwelijke seksualiteit.
Het boek werd in het Engels vertaald door An Dekker.